# San Juan (Ribadedeva)
San Juan es una parroquia del concejo de Ribadedeva, en el Principado de Asturias (España). Alberga una población de 184 habitantes (INE 2011) en 106 viviendas. Ocupa una extensión de 4,79 km². Está situada a 2,8 km de la capital del concejo. Se celebran las festividades de San Roque y Nuestra Señora de las Angustias, su templo parroquial está dedicado a San Juan Bautista.

## Localidades
- Andinas
- Vilde
- Villanueva

### Sitios
- Breñasalas
- Las Caldas
- El Cantinu
- La Corea
- La Cotera
- La Ḥaya
- La Llastra
- La Maila
- La Mata
- La Molina
- Muriances
- La Piniella
- San Juan
- El Toralucu
- La Venta

- Datos: Q850303

1. ↑  Worldpostalcodes.org, código postal n.º 33590.